# Ladislav Brožek
Ladislav Brožek (* 1952) je slovenský astronom. V letech 1979 až 1982 objevil 23 planetek na hvězdárně v Kleti.

## Objevené planetky
Následující tabulka obsahuje seznam planetek objevených Ladislavem Brožkem:
| Objevené Planetky | Objevené Planetky |
| ----------------- | ----------------- |
| 2288 Karolinum    | 19. října 1979    |
| 2613 Plzeň        | 30. srpna 1979    |
| 2622 Bolzano      | 9. února 1981     |
| 2696 Magion       | 16. dubna 1980    |
| 3102 Krok         | 21. srpna 1981    |
| 3386 Klementinum  | 16. března 1980   |
| 3419 Guth         | 8. května 1981    |
| 3423 Slouka       | 9. února 1981     |
| 3424 Nušl         | 14. února 1982    |
| 3603 Gajdušek     | 5. září 1981      |
| 3834 Zappafrank   | 11. května 1980   |
| 4023 Jarník       | 25. října 1981    |
| 4146 Rudolfinum   | 16. února 1982    |
| 4190 Kvasnica     | 11. května 1980   |
| 4369 Seifert      | 30. července 1982 |
| 5221 Fabribudweis | 16. března 1980   |
| 5417 Solovaya     | 24. srpna 1981    |
| 6076 Plavec       | 14. února 1980    |
| 6765 Fibonacci    | 20. ledna 1982    |
| 7739 Čech         | 14. února 1982    |
| (10035) 1982 DC   | 16. února 1982    |
| (16393) 1981 QS   | 24. srpna 1981    |
| (27675) 1981 CH   | 2. února 1981     |